# Olcinia excisa
Olcinia excisa är en insektsart som beskrevs av Heinrich Hugo Karny 1923. Olcinia excisa ingår i släktet Olcinia och familjen vårtbitare. Inga underarter finns listade i Catalogue of Life.